# أودال
أودال (بالصومالية: Awdal) وهو أحد أقاليم جمهورية صوماليلاند الانفصالية من جانب واحد عن الصومال، عاصمة الإقليم بورمه ويقع هذا الإقليم في غرب صوماليلاند أو شمال غرب الصومال وله حدود مع جيبوتي وإثيوبيا ويحده من الجنوب أقليم وقويجلبيد- الصومال. والمنطقة تسكنها قبيلة الجدربيرسي أو الاسم الثاني لها قبيلة النوري، وهم من القبائل الشمالية الصومالية وتنحدر أصولهم من البرتغال وجنوب غرب شبه الجزيرة العربية وإثيوبيا، وتوجد في هذا الإقليم مدينة زيلع التاريخية. وكلمة اودل كما ذكرت تعني عدل أي مملكة العدل أو سلطنة العدل. التي أسسها الشيخ محمد بن سعيد العقيلي مؤسس قبيلة الجدربيرسي.
يتمتع أهالي إقليم اودل بأفضل نظام اتصالات وأفضل نظام صحي وتعليمي في البلاد إلى جانب ان أغلب أهالي الإقليم من المتعلمين وجامعيون، ويعيش جزء كبير منهم في دول الخليج العربي وكندا وبريطانيا والبرتغال. والآن على مستوى صوماليلاند تعد منطقة اودل الأكثر تنمية. وينتمي الرئيس أرض الصومال السابق طاهر ريالي كاهن إلى هذه المنطقة، كما أن من أبرز الشخصيات التي تنتمي إلى هذه المنطقة إكرام حاجي آدم البرلمانية في مجلس برلمان جمهورية الصومال، وهي أول امرأة منتخبة في تاريخ الصومال، ومعظم سكان الإقليم ينتمون لقبيلة الجدربيرسي.
لم يتعرض أهالي أودال إلى الأذى جراء الحرب الأهلية الصومالية حيث ساعدهم موقعهم الجغرافي الشمالي القريب من الحدود الجيبوتيه والايثوبية وأيضا انتماء غالبية سكان الإقليم لقبيلة الجدربيرسي حيث ان الحرب التي شنها الرئيس السابق سياد بري كانت ضد قبيلة الاسحاق.
وتعتبر اودل أول منطقة صومالية وتم فيها افتتاح أول جامعة في شمال الصومال معترفة عالميا وهي جامعة عمود في عام 1996.
وأودل أخذت اسمها من اسم مملكة عدل التي كانت تحكم المنطقة سابقا التي كانت في أوج قوتها في القرن السادس عشر الميلادي.
توجد حركة أنفصالية في أودال تنادي بإعادة سلطنة عدل، وسكان هذا الإقليم هم من قبيلة الجدربيرسي حكام سلطنة عدل، وقليل من قبيلة العيسى الجيبوتية وقبيلة الاسحاق.
توجد في أودال أربع مقاطعات :
- بورمه (العاصمة)
- بكي (المديرية السابقة)
- لوجهيي
- زيلع (العاصمة التاريخية لعدل)

## زيلع

### سابقا
عرفت زيلع كأحدى ممالك الطراز الإسلامي وذلك في القرن السادس عشر وهي مدينة قديمة فقد ذكرها اليعقوبي في كتابه البلدان وذلك في عام 891 م.
وكذلك ذكرها المسعودي في كتابه مراجل الذهب ومدن الجواهر 935م وكذلك ابن حوقل ذكرها على أنها ميناء يربط أثيوبيا باليمن والحجاز في كتابه صورة الأرض.
وكانت منطقة تجارية كما ذكر الإدريسي وابن سعد وكانت تجارة تومال من أهم الموارد عندهم.وكلمة تمال تعني العبيدالذين تم استعبادهم على يد القبائل الصومالية ومنهم قبيلة الجدربيرسي الشمالية. كما قام الرحالة ابن بطوطة بزيارتها ولكن لم تعجبه زيلع فكما قال كانت رائحة الذباح تغطي المدينة مما حداه إلى الإقامة في ريف زيلع وذلك في عام 1329 م.
وكانت زيلع منطقة حكم عائلة ولسمح الذي كان يحكم أيضا أفات ولاحقا في القرن الرابع عشر أصبحت زيلع تحت حكم السلطان سعد الدين التركي.
وقام بعدها البرتغال 1517 إلى أن استقروا في المنطقة وتزوجوا من الاحباش والعرب المهاجرين من جنوب غرب شبه الجزيرة العربية. وبذلك انشئت قبيلة الجدربيرسي.وأقاموا سلطنة زيلع من جديد برعاية الدولة العثمانية.
في عام 1535 قام الامام الغازي أحمد الاشول بحكم السلطنة وكانت في أوجها وقوتها وكذلك حجمها الكبير كل ذلك إلى استنجد الاحباش بالبرتغال وهزم الامام في معركة أستشهد فيها الكثير من المجاهدين.

### بالنسبة للتاريخ الحديث
تم تدمير زيلع بالكامل على يد البرتغال وذلك في عصر الاوجاس دودي بن الاوجاس نور، وهجر أهالي زيلع المدينة متجهين إلى بورمه.
وفي عصرنا الحالي أصبحت زيلع مدينة التراث الصوماليلاندي وبني فيها متحف صوماليلاند الوطني.